# Joaquín Campoamor Rodríguez
Joaquín Campoamor Rodríguez (Navia, Asturias, 7 de enero de 1928-Ferrol, 30 de enero de 2019) fue un político español, senador por el Partido de los Socialistas de Galicia-PSOE (PSdeG-PSOE) (1982-1986).

## Biografía

### Actividad profesional y política
Ingeniero profesional, realizó parte de su vida laboral en la antigua ASTANO, donde llegó a ser subdirector.
En las elecciones de 1982 fue elegido senador por el PSdeG-PSOE por la provincia de La Coruña, permaneciendo en la Cámara Alta desde 1982 hasta 1986.

### Vida personal
Casado, tuvo cinco hijos. Uno de ellos, Joaquín Campoamor Brea, ya fallecido, fue jefe de informativos de la Cadena Cope Ferrol, durante la década de los ochenta y principios de los noventa, hasta que en el año 1996, fue nombrado jefe de prensa del Ayuntamiento de Ferrol durante el gobierno del popular Juan Blanco Rouco.